# Michael Garrick
Michael Garrick, MBE (10. května 1933 Enfield – 11. listopadu 2011 Londýn) byl britské jazzový klavírista a hudební skladatel. Studoval anglickou literaturu na University College London. V letech 1965–1969 působil v kvintetu Dona Rendella a Iana Carra. V roce 1966 založil vlastní sextet. V roce 2010 získal Řád britského impéria. Zemřel v listopadu 2011 po operaci srdce ve svých osmasedmdesáti letech.